# Edward Gorey
Edward St John Gorey (22 de febrer de 1925 - 15 d'abril de 2000) va ser un escriptor i artista estatunidenc reconegut pels seus llibres il·lustrats d'un to macabre però amb cert sentit de l'humor. Els seus treballs, macabres i retorçats dibuixos de traços senzills, han servit d'inspiració a grans figures del cinema com Tim Burton, que en més d'una ocasió ha assegurat que alguns dels seus personatges van néixer arran del tractament naïf que impregna les cruels i tràgiques històries d'Edward Gorey.
Divertit, complex, greu i provocador, ha estat denominat com el «mestre de la il·lustració macabra».

## Primers anys
Va néixer a Chicago. Els seus pares, Helen Dunham i Edward Lee Gorey, es van divorciar quan ell tenia onze anys i es van tornar a casar el 1952, quan ja tenia 27. Una de les seves madrastres va ser Corinna Mura, (1909-1965), una cabaretera que va tenir un petit paper a Casablanca en la qual cantava La Marsellesa al Rick's Cafè.
Va ser a diverses escoles primàries locals entre 1944 i 1946, va estar a l'exèrcit a Dugway Proving Ground, a Utah i, més tard, a Harvard, (de 1946 a 1950), on va estudiar francès i va compartir habitació amb el futur poeta Frank O'Hara.
Encara que freqüentment declararia que el seu aprenentatge artístic formal va ser insignificant, Gorey va estudiar art durant un semestre en Chicago Art Institute a 1943.

## Carrera professional
Des 1953 fins a 1960 va viure a Nova York i va treballar per al Departament d'Art de Doubleday Anchor, il·lustrant portades de llibres, com ara: Dràcula de Bram Stoker, La guerra dels mons d'H. G. Wells o el Llibre dels gats hàbils del vell Possum de T. S. Eliot.
El seu primer treball, The Unstrung Harp (L'arpa sense encordar), va ser publicat el 1953. També va publicar sota pseudònims com ara Ogdred Weary, un anagrama del seu primer nom i el seu cognom.
Els llibres d'històries il·lustrades i dibuixos de Gorey, amb els seus aires ominosos emmarcats en les èpoques victoriana i eduardina, van tenir un seguiment de culte, però Gorey va arribar a ser ben conegut a través de la seva introducció a la sèrie de la PBS  Mystery! a 1980 i els seus dissenys per a la producció de Broadway de Dràcula el 1977, per a la qual va guanyar el Tony Award al Millor Disseny de Vestuari i va ser també nominat per al Millor Disseny Escènic.
En anys posteriors, Gorey va viure a Yarmouth Port, Massachusetts, a Cape Cod, on va escriure i va dirigir nombrosos espectacles nocturns, on sovint presentava els seus propis titelles de paper maixé, en una companyia coneguda com La Theatricule Stoique. El seu major treball teatral va ser el llibret per "Opera Seria for Handpuppets", The White Canoe, per a una partitura del compositor Daniel James Wolf.

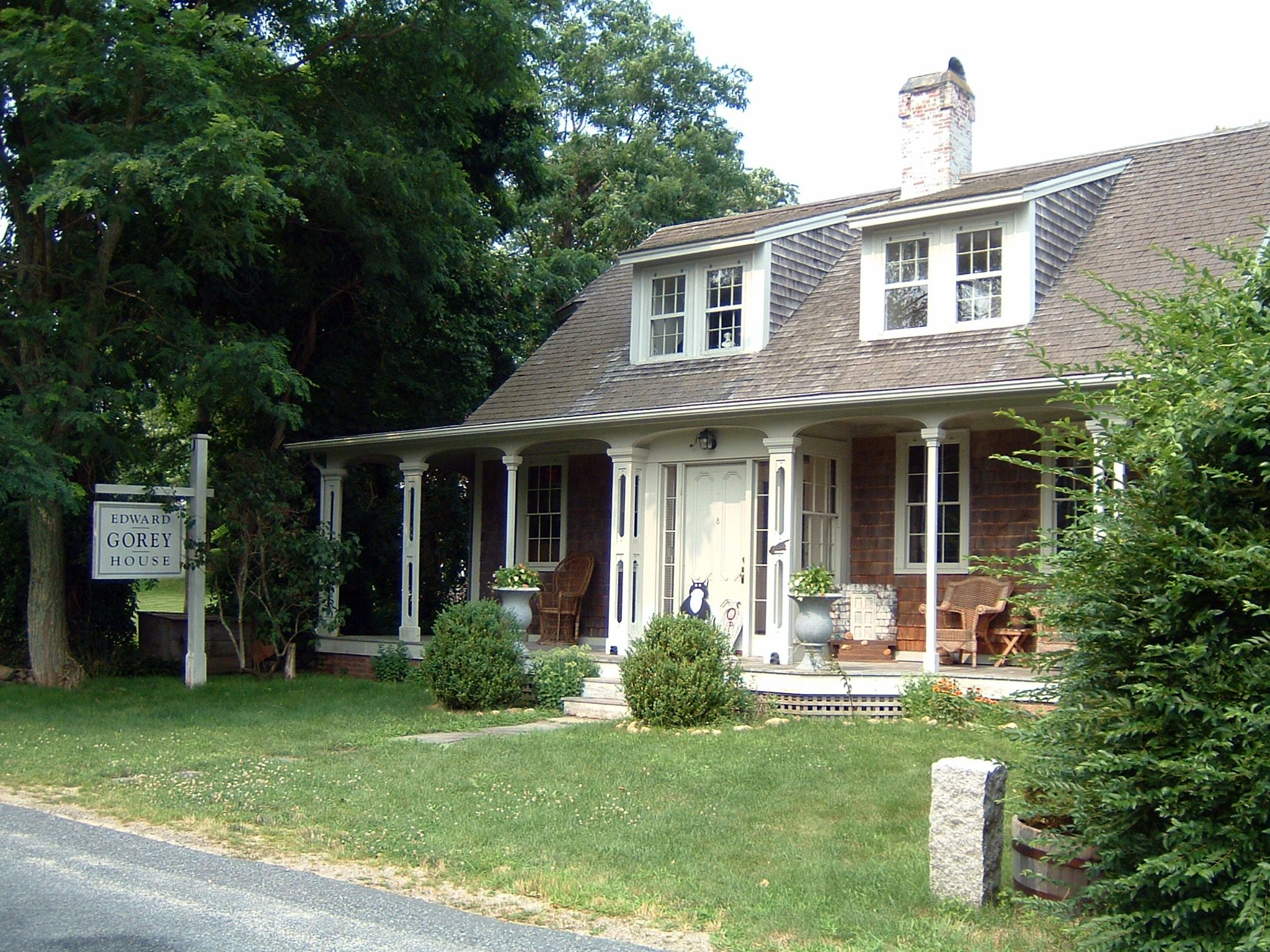
Elephant House, la casa-museu d'Edward Gorey a Cape Cod.

Va ser molt coneguda la seva afició al ballet (durant molts anys, va assistir a totes les representacions del New York City Ballet) i als gats. Ambdues figures apareixen en la seva obra. El seu coneixement de la literatura i el cinema era particularment extens, i en les seves entrevistes citava com a algun dels seus artistes favorits Jane Austen, Francis Bacon, George Balanchine, Balthus, Louis Feuillade, Ronald Firbank, Lady Murasaki Shikibu, Robert Musil, Yasujirō Ozu, Anthony Trollope, i Vermeer.
Des del 1996 fins a la data de la seva mort, l'abril del 2000, el, d'altra banda, normalment solitari il·lustrador, va ser objecte d'un documental dirigit per Christopher Seufert. Aquest encara s'ha d'estrenar. La seva casa a Cape Cod es diu Elephant House i ara serveix com a galeria i museu.
La influència de Gorey pot trobar-se en alguns artistes contemporanis com ara Tim Burton, innegable deutor de l'obra del nord-americà.

## Obres
Gorey va escriure més de 100 obres, entre les quals s'inclouen:
- The Unstrung Harp, 1953
- The Doubtful Guest, 1957
- The Object-Lesson, 1958
- The Curious Sofa: a Pornographic Tale by Ogdred Weary, 1961
- The Hapless Child, 1961
- The Willowdale Handcar: or, the Return of the Black Doll, 1962
- The Gashlycrumb Tinies, 1963
- The Insect God, 1963
- The West Wing, 1963
- The Gilded Bat, 1967
- The Epilectic Bicycle, 1969
- The Iron Tonic: or, a Winter Afternoon in Lonely Valley, 1969
- The Awdrey-Gore Legacy, 1972
- The Glorious Nosebleed, 1975
- Gorey Stories, 1983
- The Haunted Tea Cosy, 1998
- The Headless Bust: A Melancholy Meditation for the False Millenium, 1999
- The Other Statue, 2001

Moltes de les obres de Gorey van ser publicades imperceptiblement i són difícils de trobar o cares. No obstant això, els següents quatre recopilatoris recullen junts molt del seu material. Atès que els seus llibres originals són curts, aquests poden contenir uns 15 per cada volum.
- Amphigorey 1972 - ha estat publicada en castellà i conté The Unstrung Harp, The Listing Attic, The Doubtful Guest, The Object-Lesson, The Bug Book, The Fatal Lozenge, The Hapless Child, The Curious Sofa, The Willowdale Handcar, The Gashlycrumb Tinies, The Insect God, The West Wing, The Wuggly UMP, The Sinking Spell, i The remembered Visit.
- Amphigorey Too, 1975.
- Amphigorey Also, 1983.
- Amphigorey Again, 2004.

També va il·lustrar altres 60 treballs d'altres autors, com ara Edward Lear, John Bellairs, i John Ciardi.